# Pakhuis London (Groningen)
Pakhuis London is een 15e-eeuwse voormalig pakhuis in de Nederlandse stad Groningen.

## Geschiedenis
London werd in de 15e eeuw gebouwd aan de Hoge der A en was aanvankelijk in gebruik als graanpakhuis. Begin 18e eeuw werd het verbouwd, waarschijnlijk in de opdracht van de familie Marinus; naast de entree zijn stenen aangebracht met het jaartal 1728 en twee meermannen. Het uit drie verdiepingen bestaande pakhuis heeft een zadeldak en aan voor- en achterzijde een topgevel. In de gevel zijn hijsluiken en halfronde vensters aan weerszijden aangebracht. In de topgevel is een houten trijshuisje aangebracht.
In 1922 was J.H. Waterborg Zakkenhandel gevestigd in het pand.
In 1980 werd het pand gekocht door de stichting Ruimzicht, die het liet restaureren. Sindsdien zijn er twaalf kamers voor studenten ingericht. In 2018 werd het studenthuis verbouwd en gerenoveerd van binnen. In september 2019 trokken de bewoners weer in het huis. 
Het pakhuis is een erkend rijksmonument.